# Mawayana
I Mawayana (o anche Mapidian) sono un gruppo etnico del Brasile vicino all'estinzione. La loro madrelingua è il Mawayana, ormai non più utilizzato per la comunicazione quotidiana, che è invece dominio delle lingue Waiwai e Trio. Sono soprattutto di fede animista. Nel 1975 la popolazione era stimata in 50 unità.
Vivono nello stato brasiliano di Roraima e nel sud del Suriname, insieme ai Waiwai e ai Trio. Probabilmente sono originari della Guyana.